# Гигантска белоколенеста тарантула
Гигантската белоколенеста тарантула (Acanthoscurria geniculata) е вид от семейството на тарантулите, който естествено обитава горите на Бразилия. Нарича се така заради контрастните бели ивици разположени по ставите на краката, черни на цвят. Видът е с големи размери, с бърз темп на растеж и за 3-4 години достига полова зрелост и разкрач от 22 cm при женските и малко по-малко при мъжките.
Белоколенестите тарантули са много ценени като домашни любимци заради техните размери, издръжливост и ярка контрастна окраска. Те проявяват умерено защитно поведение, като отделяните при стрес парливи косъмчета могат да причинят сериозно дразнение върху човешката кожа. Когато бъдат провокирани този вид паяци могат да хапят, въпреки че не прибягват често до тази дефанзивна тактика. Отровата им не се смята за медицински проблем, но поради големите им телесни размери и ухапването може да бъде с големи размери.

## Галерия
- Малка тарантула с размери 15 mm